# Omer Vered
Omer Vered (hebräisch עומר ורד; * 25. Januar 1990 in Tel Aviv) ist ein ehemaliger israelischer Fußballspieler.

## Karriere
Vered spielte in der Jugend von Maccabi Tel Aviv, 2009 wurde er an Sekzia Nes Ziona und wurde dann an Hapoel Haifa ausgeliehen. 2010 gab er sein Debüt in Ligat ha’Al, kehrte er zu Maccabi Tel Aviv zurück und erzielte ein Tor in der European League.
Er spielte eine Saison bei Bne Jehuda Tel Aviv.
Er ging zu Yaga und spielte für Hapoel Petah Tikva. Er unterschrieb bei Hapoel Ra'anana, kam aber in der Mannschaftsuniform nur zu vier Einsätzen in der Premier League. Seine Karriereende gab er am 13. Januar 2020 bekannt.